# Ontherus magnus
Ontherus magnus là một loài bọ cánh cứng trong họ Bọ hung (Scarabaeidae).